# Hanna Tadeusiewicz
Hanna Tadeusiewicz (Łódź, 19 de outubro de 1939) - filóloga polonesa, biblióloga, bibliotecária, professora de humanidades, especialista no campo da biografia bibliográfica e revistas literárias. 

## Curriculum vitae
Ela nasceu em uma família de intelectuais como filha de Romana e Walentyna Kostrzewska. Depois de se formar no ensino médio em 1958, ela estudou polonês na Faculdade de Filologia da Universidade de Łódź. Em 1963 ela defendeu sua tese de mestrado intitulada  Questões atuais nas obras de Julian Ursyn Niemcewicz escrito sob a direção do professor Anieli Kowalskiej.

## Carreira
Desde 1964, ela trabalhou na Biblioteca Principal da Universidade de Łódź. Até 1983, ela trabalhou no Departamento de Trabalho Científico no trabalho editorial sobre o Dicionário de Trabalhadores de Livros Poloneses. Nos anos de 1978-1982 ela foi a chefe do Departamento, e depois de transferir o escritório editorial para o Departamento de Biblioteconomia e Ciência da Informação da Universidade de Łódź, ela foi nomeada como chefe deste estúdio (1990-2010). 
Em 1970, na Faculdade de Filologia da Universidade de Łódź, obteve um doutorado no campo da literatura polonesa baseado no trabalho "Periódicos de Varsóvia de 1825-1830 como uma imagem da vida literária da capital antes da Revolta de Novembro", escrito sob a direção do professor Anieli Kowalskiej. 
Em 1972 ela passou no exame do estado para o cargo de bibliotecária certificada. 
Nos anos de 1984-2013, ela foi membro da Comissão de Exame Ministerial para conduzir o processo de recrutamento de candidatos para um bibliotecário certificado e um funcionário certificado de documentação e informação científica no Ministério da Educação Nacional, atuando como vice-presidente desta Comissão (1996-1999) e presidente (1999-2002, 2005, 2008). 
Em 1984, ela obteve um pós-doutorado em ciências humanas no campo da ciência dos livros e o cargo de professora associada no Departamento de Biblioteconomia e Ciência da Informação da Universidade de Łódź, que ela gerenciou em 1987-2010. 
Nos anos de 1984-1987, ela foi chefe do Colégio Extramural de Biblioteconomia e Ciência da Informação da Universidade de Łódź. 
Foi vice-reitora da Faculdade de Filologia da Universidade de Łódź (1990-1996) 
Em 1991, tornou-se membro da Equipe Direcional da Biblioteca e Informação Científica do Centro Metodológico Central de Estudos de Professores da Universidade Pedagógica de Cracóvia. 
Em 1993, foi nomeada membro do Conselho Científico da Biblioteca da Academia Polaca de Ciências de Varsóvia. 
Em 1994, recebeu o título de professora de humanidades, um ano depois professora associada e, em 1997, professora titular. 
Trabalhou nos Comitês do Senado da Universidade de Łódź: Comitê de Apelação para Avaliação de Professores Acadêmicos (1994), Comitê de Ensino e Assuntos Estudantis (1996) e Comissão Disciplinar de Estudantes (1999). 
A partir de 2000, foi jurado da Comissão da Associação de Bibliotecários Poloneses para a melhor tese de mestrado - o "Prêmio Juventude SBP". 
Desde 2002, um membro da Associação de Bibliotecários Poloneses para o Prêmio Científico de Adama Łysakowski. 
Nos anos 2003-2008, ela presidiu o Conselho de Bibliotecas da Biblioteca da Universidade de Łódź. 
Em 2008, ela foi membro do Conselho do Programa da Sessão Jubilar no centésimo aniversário da morte de Karol Estreicher, organizada pela Biblioteca Nacional e pela Associação de Bibliotecários Poloneses. 
Ela participou de muitas sessões nacionais e internacionais e conferências científicas. 
A partir de 1 de outubro de 2013, aposentou-se  . 

## Obra e conquistas científicas
Ela é especialista em biografia bibliográfica, revistas literárias, imprensa profissional de impressores poloneses e história do livro. Suas conquistas científicas incluem cerca de 190 itens   . 
Ela realizou trabalho técnico, editorial e autoral sobre a publicação do "Dicionário de trabalhadores do livro polonês", onde ela escreveu cerca de 200 entradas   . 
Ela desenvolveu inúmeras biografias das pessoas do livro.  Ela colaborou com os editores - "Dicionário Biográfico Polonês" , "Enciclopédia do Livro do Conhecimento", "Dicionário de pesquisadores de literatura polonesa", "Dicionário Biográfico do sudeste de Wielkopolska: região de Kalisz".
É autora da publicação "Perdas Pessoais das Livrarias Polonesas em 1939-1945", apresentando 264 biografias de livreiros e editores poloneses. 
Desenvolveu os perfis de médicos associados ao livro e aos médicos cocriadores da Biblioteca Pública de Łódź, publicados na "Biuletyn Główna Medical Library".  Escreveu numerosas memórias póstumas publicadas, entre outras em "Relatórios de Atividades e Reuniões Científicas da Sociedade Científica de Łódź"   . 
Ela realizou estudos sobre a história das revistas literárias polonesas. Ela pesquisou profundamente vários títulos, criando as bases do conhecimento sobre a literacia literária do século XIX. Ela tem ótimos méritos como pesquisadora de periódicos especializados em impressão. Ela publicou monografias de vários periódicos pré-guerra neste campo  . 
A partir de 1989, ela presidiu a equipe editorial da Bibliografia da História de Kalisz.
Nos anos 1991-2004, ela editou o jornal da Cátedra de Biblioteconomia e Ciência da Informação e da Biblioteca da Universidade de Łódź - "Acta Universitatis Lodziensis. Filme Librorum " . 
Ela fez parte da equipe editorial da série Ciência - Didática - Prática, publicada pela Associação de Bibliotecários Poloneses. 
Ela preparou uma lista de dissertações de mestrado, doutorado e pós-doutorado no campo de estudos bibliográficos, periódicos e informações científicas escritas na Universidade de Łódź. 
É revisora de teses de doutoramento, dissertações de pós-doutoramento, realizações científicas para candidaturas a títulos de professores, pedidos de subvenções do Comitê de Investigação Científica e pareceres para editoras . 

## Trabalho didático
Nos anos 1970-2014, ela foi professora, principalmente a partir do tema da história do livro no Departamento de Biblioteconomia e Ciência da Informação da Universidade de Łódź. 
Ela conduziu aulas em centros de formação de professores em Łowicz e Piotrków Trybunalski (a partir de 1975). 
A partir de 1985, trabalhou como consultora, palestrante e presidente do Comitê de Qualificação para Bibliotecários do Centro Metodológico Provincial de Łódź. 
Ele é o supervisor de mais de 200 alunos de graduação e mestrado e 11 doutores no campo da bibliologia    . 

## Associações e organizações
Associação de Bibliotecários Poloneses (SBP) de 1969
Łódzkie Towarzystwo Przyjaciół Książki (desde 1970) 
Sociedade Científica de Łódź (ŁTN) de 1984; vice-presidente e secretário do Departamento I (1985-2003); membro do Comitê de Auditoria (2006) 
Kaliskie Towarzystwo Przyjaciół Nauk (1988) 
Sociedade Polonesa de Bibliologia (1996) 
Comissão para a História dos Livros e Bibliotecas da Comissão de Ciências Históricas da Faculdade e Ciências Sociais da Academia Polaca de Ciências (2005)  

## Decorações e prêmios
- Cruz de Cavaleiro da Ordem da Polônia Restituta (2009)
- Cruz de Ouro do Mérito (1987)
- Medalha da Comissão Nacional de Educação (1996)
- Distintivo Honorário da Associação de Bibliotecários Poloneses (1999)
- Medalha do 50º aniversário da Universidade de Łódź (1995)
- Medalha "Universidade de Łódź a serviço da sociedade e da ciência" (1987)
- Distintivo Dourado da Universidade de Łódź (1986)
- Prêmio do Ministro da Ciência e do Ensino Superior (1971, 1973)
- Prêmio do Ministro da Educação Nacional (1998, 2002, 2005)
- Prêmio do Departamento de Cultura e Artes da Cidade de Łódź (1980, 1988)
- Distintivo do "Ativista Meritória da Cultura" (1982)
- Prêmios do Reitor da Universidade de Lodz para atividades científicas e didáticas [10] [1] [12]

## Publicações
- H. Tadeusiewicz: impressão polonesa na segunda metade do século XIX à luz de revistas impressas profissionais de 1872-1900: questões profissionais e sociais. Łódź: Universidade de Łódź, 1982
- H. Tadeusiewicz, I. Treichel: perdas pessoais de livrarias polonesas em 1939-1945. Łódź: Editora da Universidade de Łódź, 1993.
- Dicionário de funcionários de livros poloneses: suplemento 2. Editado por Hanna Tadeusiewicz. Varsóvia: Publisher. SBP, 2000
- Dicionário de funcionários de livros poloneses: suplemento 3. Editado por Hanna Tadeusiewicz. Varsóvia: Publisher. SBP, 2010
- Dicionário de funcionários de livros poloneses: suplemento 4. Editado por M. Rzadkowolska; equipe vermelha: H. Tadeusiewicz, A. Walczak-Niewiadomska. Varsóvia: Editora SBP, 2016